# Українське (Чернігівський район)
Украї́нське —  село в Україні, у Куликівській селищній громаді Чернігівського району Чернігівської області. Населення становить 27 осіб (2023 рік). До 2017 орган місцевого самоврядування — Ковчинська сільська рада.

## Розташування
Село знаходиться за 1 км від станції Імені Бориса Олійника у Куликівці. На схід від села розташовані дачі. В селі лише одна вулиця, хати витягнулися вздовж вулиці із півдня на північ.

## Історія
12 червня 2020 року, відповідно до розпорядження Кабінету Міністрів України № 730-р «Про визначення адміністративних центрів та затвердження територій територіальних громад Чернігівської області», село увійшло до складу Куликівської селищної громади.
19 липня 2020 року, в результаті адміністративно-територіальної реформи та ліквідації Куликівського району, село увійшло до складу Чернігівського району.

## Населення

### Мова
Розподіл населення за рідною мовою за даними перепису 2001 року:
| Мова       | Кількість | Відсоток |
| ---------- | --------- | -------- |
| українська | 44        | 95.65%   |
| російська  | 2         | 4.35%    |
| Усього     | 46        | 100%     |

## Транспорт
Електрички зупиняються у сусідній Куликівці. Через село проходить траса Чернігів-Ніжин, тому досить часто їздять транзитні маршрутки.

## Галерея

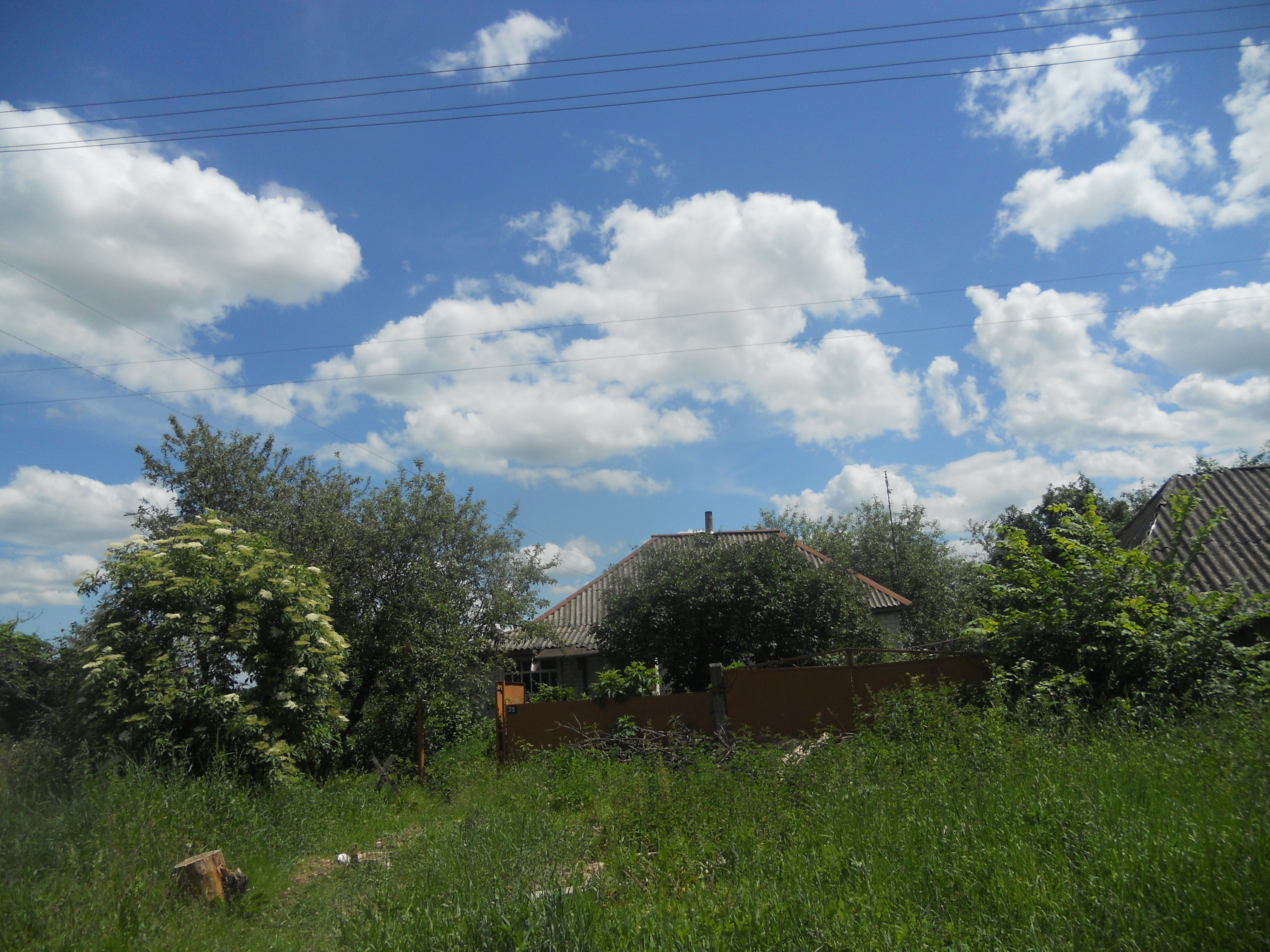
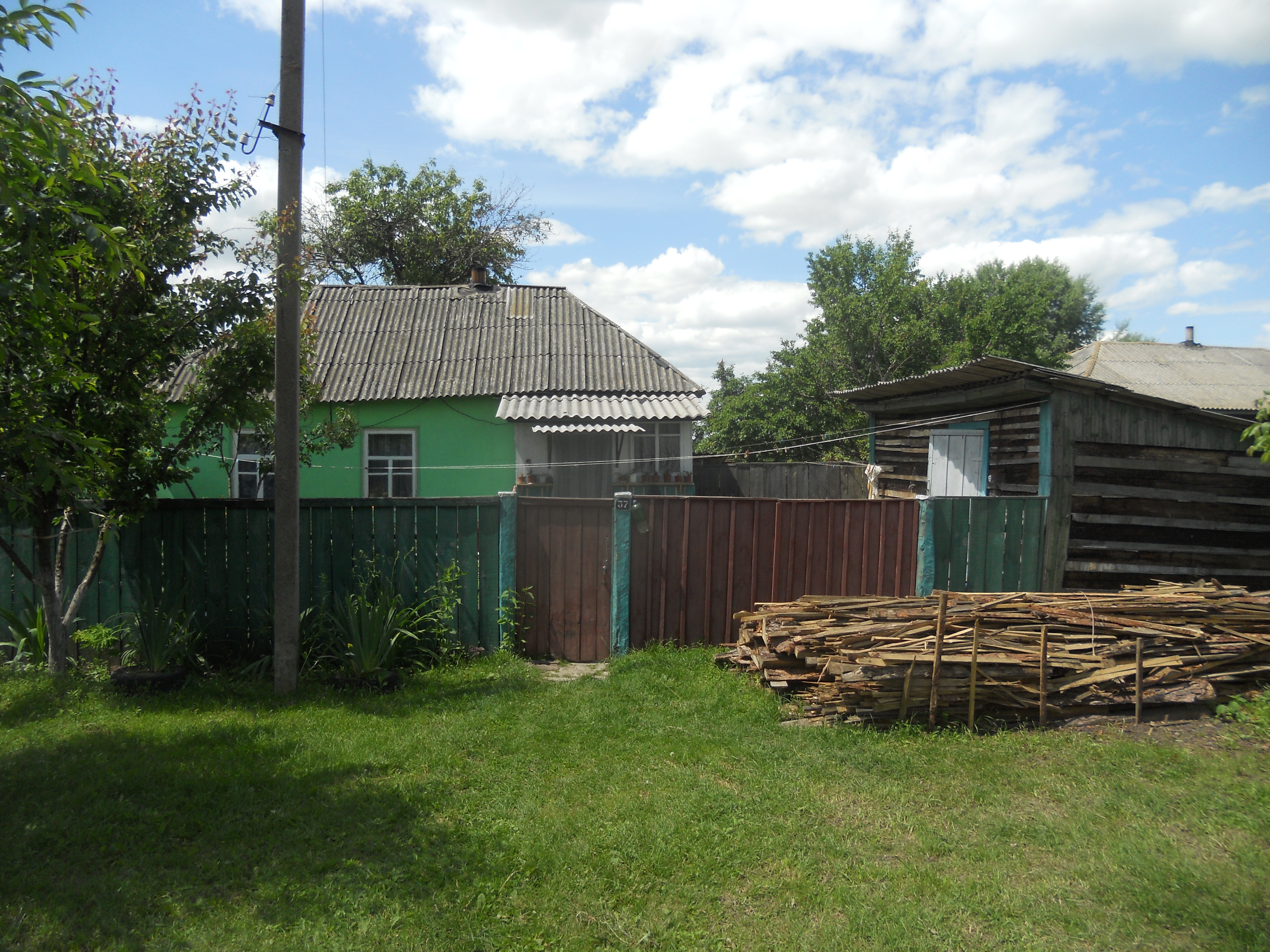
Двір із дровами
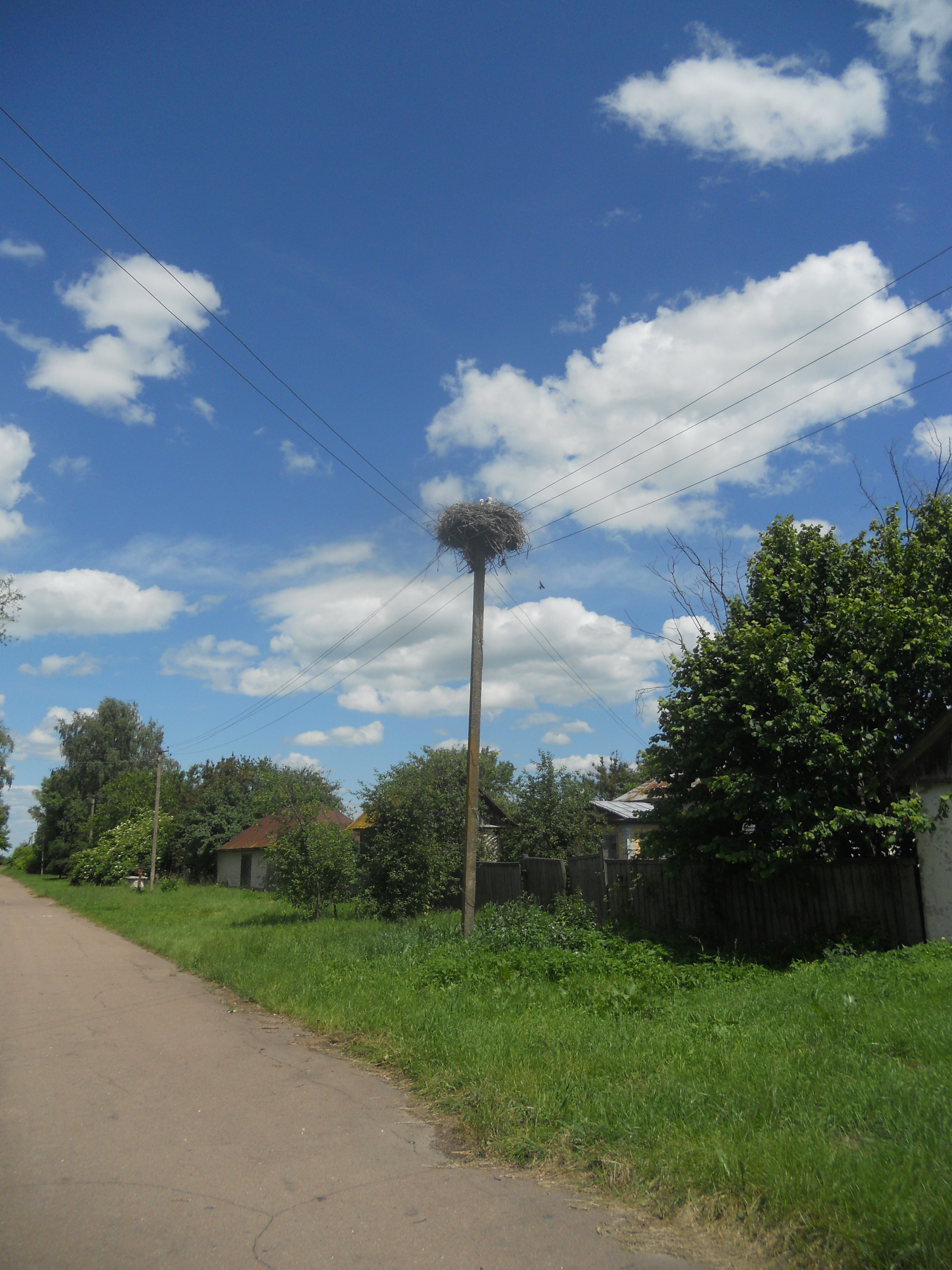
Гніздо лелек
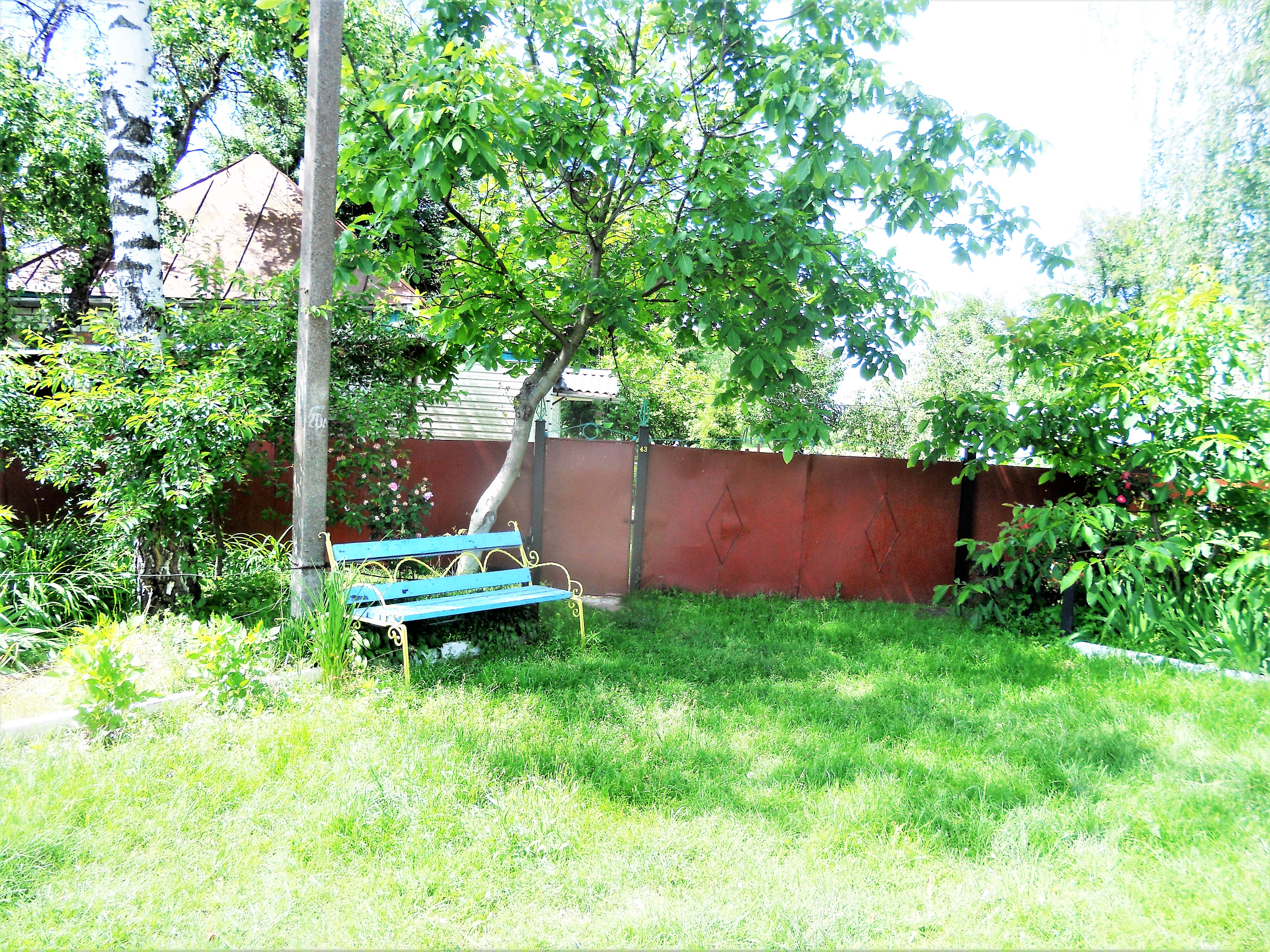
Двір із лавочкою
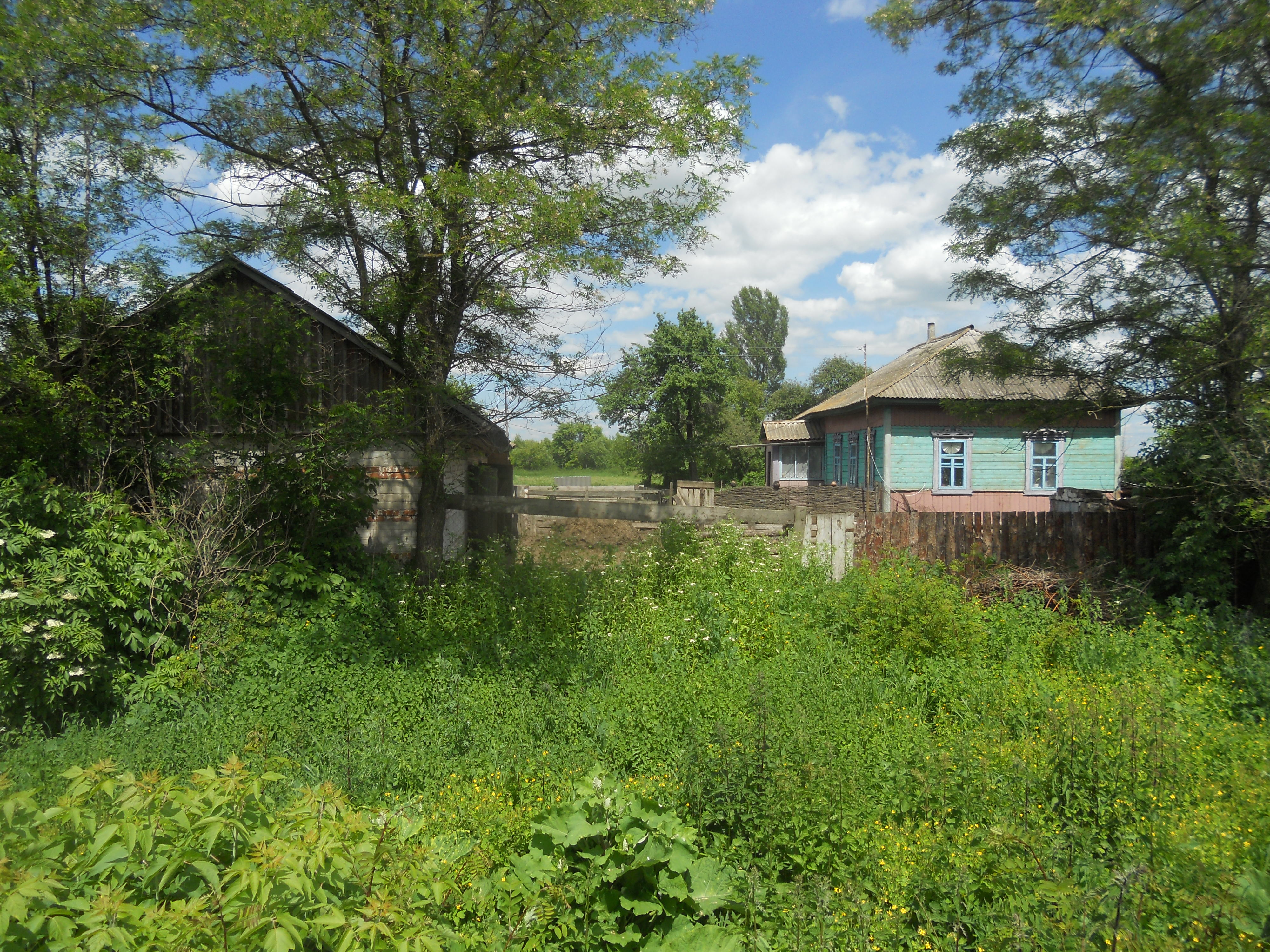
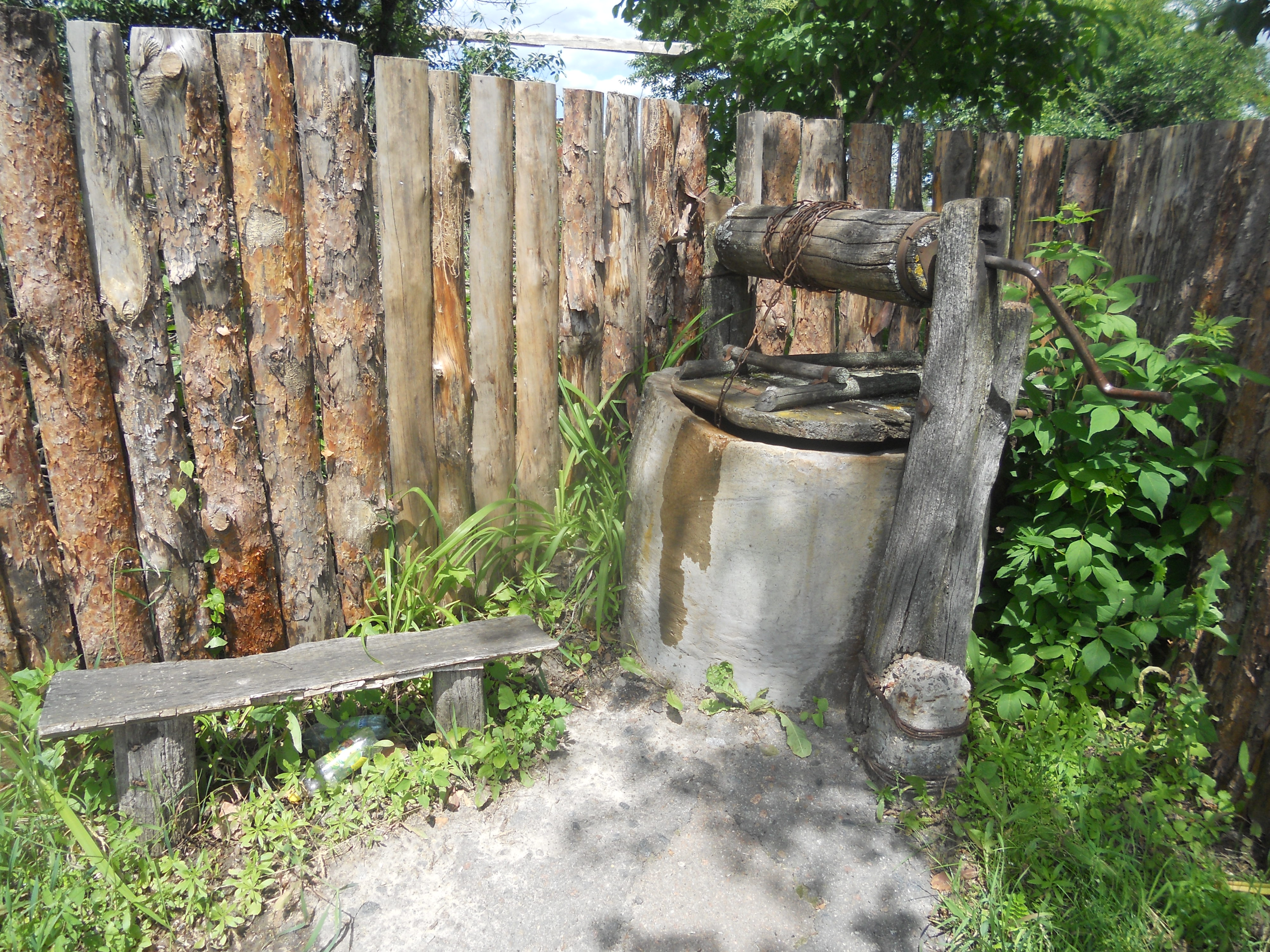
Криниця
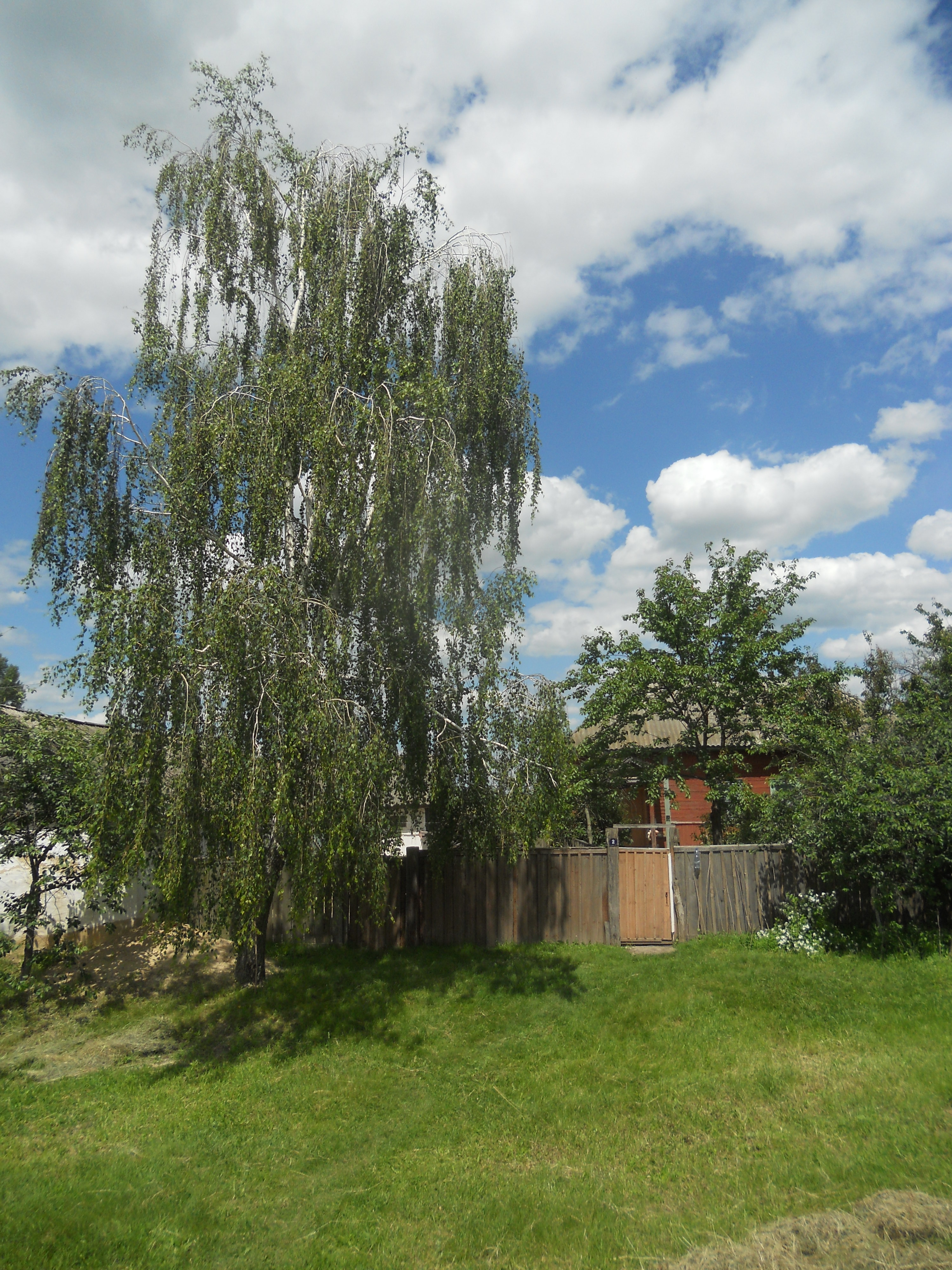
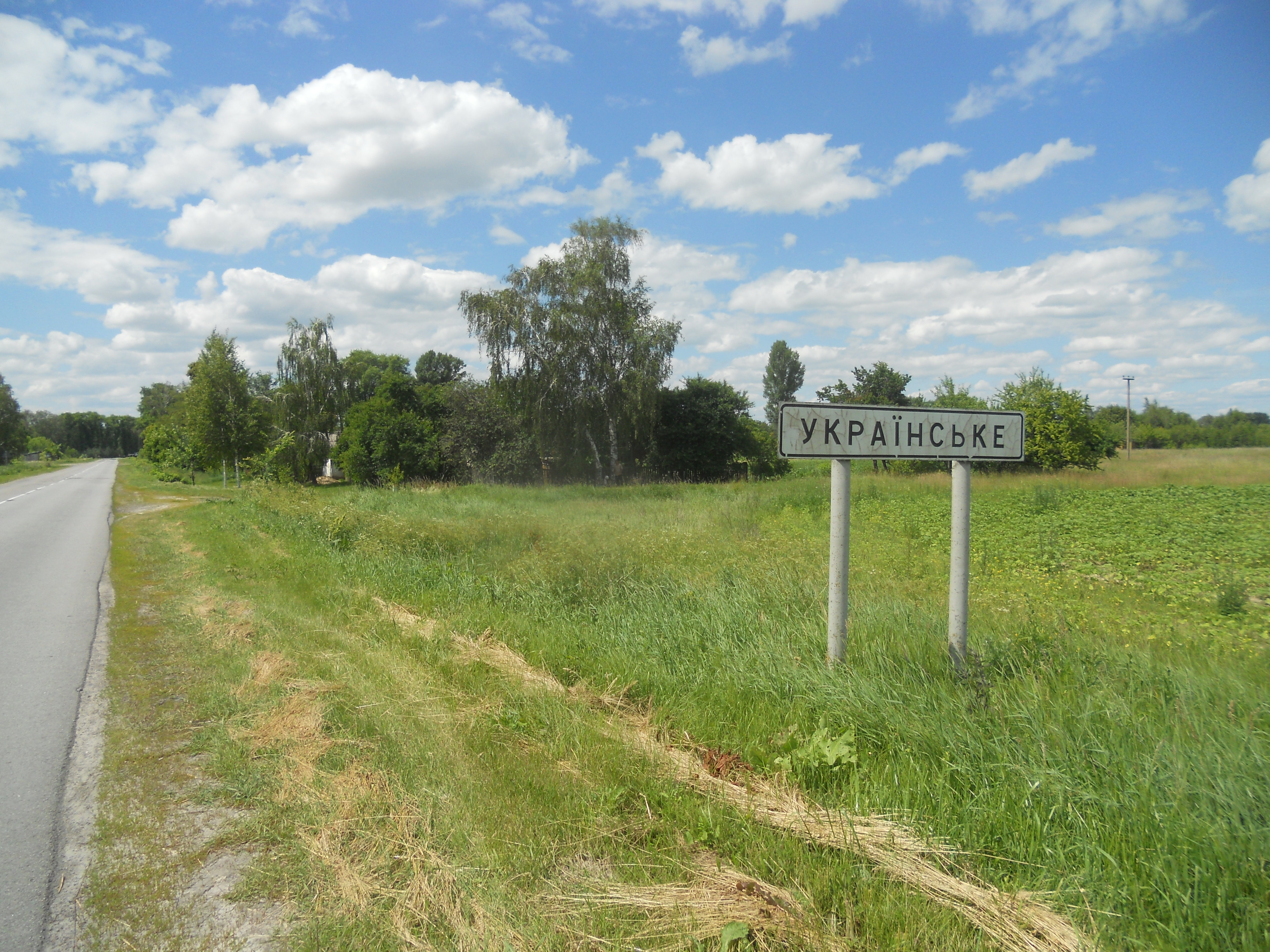
Табличка із назвою села